# Чайкин, Константин Иванович
Константин Иванович Чайкин (15 (27) мая 1889, Москва — 27 апреля 1938, расстрельный полигон Коммунарка) — российский учёный-востоковед и переводчик.
Родился в семье крестьянина, выбившегося в купеческое сословие. Окончил коммерческое училище, после чего в 1911 г. поступил на юридический факультет Московского университета. В 1912 г. перевёлся в Лазаревский институт восточных языков, где изучал фарси и персидскую литературу под руководством А. Е. Крымского. Окончил институт в 1916 году, представив вместе с дипломной работой перевод поэмы Джами «Саламан и Абсаль». Был оставлен при кафедре для подготовки диссертации, с 1918 г. заведовал библиотекой института. В 1921—1926 гг. переводчик полномочного представительства СССР в Иране, параллельно вёл работу по исследованию поэзии Абу-ль-Фараджа Руни, завершившуюся изданием в Тегеране книги его стихов (1927, на фарси). Вернувшись в Москву, с 1927 г. преподавал в Московском институте востоковедения, некоторое время одновременно работал в Коммунистическом университете трудящихся Востока. Опубликовал учебное пособие «Краткий очерк новейшей персидской литературы» (1928), русские переводы книг Саади «Бустан» и Джами «Бэхарестан (Весенний сад)». Работал над персидско-русским словарём и «Толковым словарём персидского языка».
Арестован 21 февраля 1938 г. Приговорён к расстрелу Военной коллегией Верховного суда СССР 27 апреля 1938 г. по обвинению в шпионаже. В тот же день расстрелян. Реабилитирован 18 июля 1957 г.